# K-G Olin
K-G Olin, egentligen Karl-Gustav Olin, född 1956 i Forsby, Pedersöre, Finland, är en finlandssvensk författare som specialiserat sig på populärhistoria om finlandssvenska emigrantöden och frihetsrörelsen i Finland. K-G Olin är utbildad merkonom och har tidigare verkat som journalist för de lokala dagstidningarna Österbottningen och Jakobstads Tidning samt innehaft posten som chefredaktör för Österbottniska Posten. Han är bosatt i Jakobstad.

## Böcker
- Våra första amerikafarare 1988
- Våra första Västindienfarare 1990, 2001
- Öden och äventyr 1992, 2003
- Grafton-affären 1993 (två upplagor), 1994, 1999, 2005, 2011
- Aselaiva John Grafton 1994
- Alaska Del 1 - Ryska tiden 1995, 2009
- Alaska Del 2 - Guldrushen 1996
- Alaska Del 3 - Namnlistan 1996
- Vad gjorde farfar i Klippiga bergen? 1998
- Klippiga bergen 1998, 2007
- Afrikafeber 2000
- Guld och röda skogar 2002
- Egen lyckas smed 2004
- Amerikafararna - Tillbaka till Nya Sverige 2006
- Tärningskast på liv och död 2008
- Ärans medalj 2010
- Brännvinskriget 2012
- Spionkriget 2014
- Gränskriget 2017
- En ny värld. Del 1. Plock ur finlandssvenskarnas historia i Australien, Nya Zeeland och Stilla havet 2020
- En ny värld. Del 2. Plock ur finlandssvenskarnas historia i Australien, Nya Zeeland och Stilla havet 2022

## Hedersutnämningar
- Forskarledamot av Genealogiska Samfundet i Finland
- Korresponderande ledamot av Svensk-Österbottniska Samfundet
- Svenska Folkskolans Vänners folkbildningsmedalj 2005
- Choraeuspriset 2006
- Utnämnd till Jakobstads Late Jakob år 2006
- Svenska Litteratursällskapets pris 1993 och 1997
- Jakobstads kulturpris 2013